# UFC 28
UFC 28: High Stakes fue un evento de artes marciales mixtas celebrado por Ultimate Fighting Championship el 17 de noviembre de 2000 en el Trump Taj Mahal, en Atlantic City, Nueva Jersey, Estados Unidos.

## Resultados

### Tarjeta preliminar
- Peso ligero: Ben Earwood vs. Chris Lytle

Earwood ganó por decisión de los jueces después de 2ª rondas.
- Peso medio: Mark Hughes vs. Alex Stiebling

Hughes ganó por decisión de los jueces después de 2ª rondas.

### Tarjeta principal
- Peso ligero: Jens Pulver vs. John Lewis

Pulver derrotó a Lewis vía KO (golpes) en el 0:15 de la 1ª ronda.
- Peso pesado: Andrei Arlovski vs. Aaron Brink

Arlovski derrotó a Brink vía sumisión (armbar) en el 0:55 de la 1ª ronda.
- Peso superpesado: Josh Barnett vs. Gan McGee

Barnett derrotó a McGee vía TKO (golpes) en el 4:34 de la 2ª ronda.
- Peso pesado: Renato Sobral vs. Maurice Smith

Sobral derrotó a Smith vía decisión de los jueces (30-26, 30-26, 30-26)
- Campeonato de Peso Pesado: Kevin Randleman (c) vs. Randy Couture

Couture derrotó a Randleman vía TKO (golpes) en el 4:13 de la 3ª ronda para convertirse en el primer peleador en ganar el Campeonato de Peso Pesado de UFC por segunda vez.